# Agents secrets
Agents secrets è un film del 2004 diretto da Frédéric Schoendoerffer, con Monica Bellucci e Vincent Cassel.

## Trama
L'agente Brisseau è a capo di una task force segreta francese, che ha la missione di intercettare un'imbarcazione carica di armi proveniente dalla Russia, ad opera del trafficante Igor Lipovsky, ed affondarla. L'operazione verrà svolta in Marocco, e il gruppo di Brisseau comprende due sommozzatori, Loic e Raymond, e l'affascinante agente Lisa, intenzionata ad abbandonare definitivamente i Servizi una volta conclusa quest'ultima missione. Il compito tuttavia si rivelerà più arduo del previsto, anche perché gli americani stanno conducendo una missione parallela, e non vogliono che gli agenti francesi interferiscano sul loro operato. Si scoprirà in seguito che la decisione di affondare la nave è stata presa unicamente per punire il trafficante Lipovsky, dato che questi aveva smesso di fornire tangenti ai capi del servizio segreto. Nell'affondamento della nave muore un agente della CIA e per ritorsione questi ultimi assoldano una killer per eliminare uno del gruppo di Brisseau.